# لورني هينينج
لورني هينينج هو لاعب هوكي الجليد كندي، ولد في 22 فبراير 1952 في ملفورت ‏ في كندا.

## وصلات خارجية
- لورني هينينج على موقع دوري الهوكي الوطني (الإنجليزية)
- لورني هينينج على موقع EliteProspects.com (الإنجليزية)
- لورني هينينج على موقع HockeyDB.com (الإنجليزية)
- لورني هينينج على موقع Hockey-Reference.com (الإنجليزية)